# Morone saxatilis
Morone saxatilis, gelegentlich als Felsenbarsch bezeichnet, ist ein Fisch aus der Familie der Wolfsbarsche (Moronidae). Er kommt an der nordamerikanischen Atlantikküste vom Sankt-Lorenz-Strom in Kanada bis zum St. Johns River im nördlichen Florida und an der Nordküste des Golf von Mexiko vom westlichen Florida bis Louisiana vor. Als hervorragender Speisefisch wurde er in weitere Länder eingeführt.

## Merkmale
Morone saxatilis kann eine Maximallänge von zwei Meter und ein Maximalgewicht von 57 kg erreichen, bleibt für gewöhnlich aber bei einer Länge von 1,20 m. Er ist von silbriger Farbe mit einem dunklen, grünlichen Rücken. Charakteristisch sind die sieben bis acht, schmalen, dunklen Längsstreifen an den Körperseiten. Morone saxatilis ist raschwüchsig und kann 30 Jahre alt werden.
- Flossenformel: Dorsale IX–XI/10–13, Anale III/7–13.

## Ökologie
Morone saxatilis lebt küstennah im Brackwasser von Buchten und Flussmündungen. Im Frühjahr wandert er die Flüsse hinauf, um zu laichen. Einige Populationen leben auch ständig in Süßgewässern. Die Fische sind gefräßig und nicht wählerisch. Larven ernähren sich von Zooplankton, Jungfische von kleinen Garnelen, anderen kleinen Krebstieren, Ringelwürmern und Insekten. Ausgewachsene Fische fressen Heringe, Stinte, Aale, Funduliden, Butterfische, Sandaale, Seehechte und Ährenfische, sowie Kopffüßer, Krabben, andere Krebstiere und Würmer. Kurz vor dem Laichen hören die Fische auf zu fressen. Morone saxatilis laicht in Massen über Sandbänken, wobei die Fische einander umkreisen.